# Martín Garitano
Martín Garitano Larrañaga (Vergara, Guipúzcoa, 4 de agosto de 1963) es un periodista y político español de ideología independentista vasca de izquierdas. Desde el 23 de junio de 2011 hasta el 23 de junio de 2015 fue el Diputado General, presidente de la Diputación Foral de Guipúzcoa, elegido tras concurrir a las elecciones forales de ese año como independiente en la candidatura de la coalición Bildu. Está casado y tiene un hijo.

## Periodista
Martín Garitano fue redactor jefe del desaparecido diario Egin de 1984 a 1998 junto con Pepe Rei, época en la que era director Xabier Salutregi (condenado en el caso Ekin por su relación con el miembro de ETA "Txelis"). Posteriormente fue director de Euskadi Información y subdirector de Gara, todos ellos periódicos de línea editorial abertzale, así como locutor de la radio Infozazpi. También ha escrito varios libros, entre ellos una biografía del dirigente de Herri Batasuna Santi Brouard.

## Trayectoria política

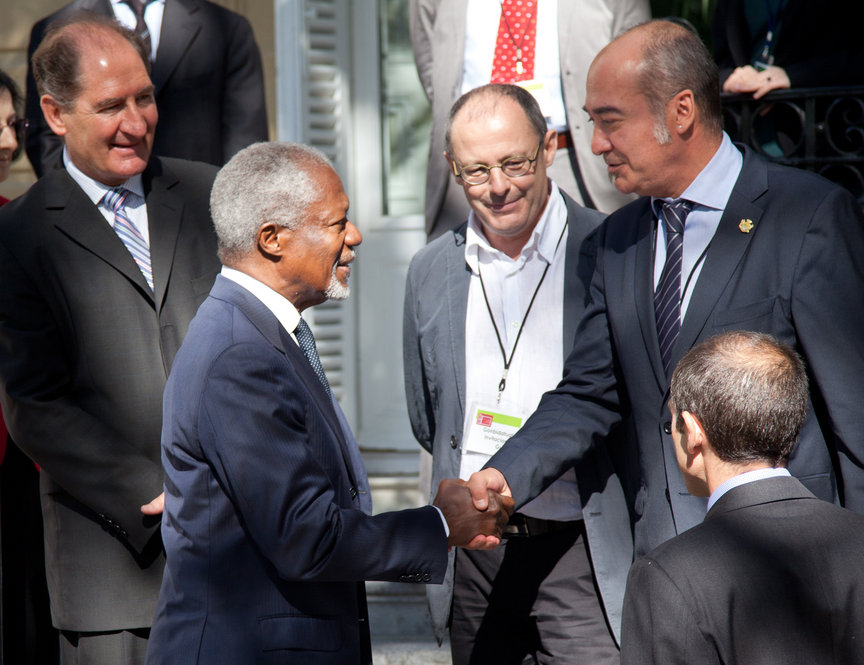
Con Brian Currin, Kofi Annan y Juan Karlos Izagirre, en la Conferencia Internacional de Paz de San Sebastián.

El 19 de abril de 2011 Martín Garitano se presentó a las elecciones a las Juntas Generales del País Vasco de 2011, como independiente dentro de la coalición Bildu, formada por Eusko Alkartasuna, Alternatiba e independientes de la izquierda abertzale. En estas elecciones, Bildu consiguió los mejores resultados jamás logrados por la izquierda independentista vasca y se hizo con 22 de los 51 diputados de la cámara provincial.
El 23 de junio de 2011, Garitano fue investido Diputado General de Guipúzcoa con mayoría simple, con los votos de su propia formación y un voto de Aralar.
El 1 de agosto de 2011 se sumó en Azpeitia a un acto a favor de los presos de ETA, reclamando la derogación de la doctrina Parot, el fin de la dispersión de los presos y de la legalización de Sortu. También recibió en el palacio foral a un grupo de jóvenes que estaban siendo juzgados por la Audiencia Nacional por su presunta pertenencia a Segi. El 4 de agosto hizo unas declaraciones en las que afirmaba que "llegará un día en que habrá que reflexionar sobre el dolor causado", refiriéndose a las víctimas de ETA, si bien opinó que ese momento aún no ha llegado.
El 19 de agosto de 2011, durante una conferencia en la Universitat Catalana d'Estiu, hizo unas manifestaciones en las que afirmó que los atentados de ETA en Cataluña fueron "más que un error" y que "los vascos debemos respeto en especial a las víctimas de Cataluña porque sucedió en un momento en que la sociedad vasca había recibido mucho apoyo de los catalanes".
El 17 de octubre de 2011, participó en la Conferencia Internacional de Paz de San Sebastián, de la que la Diputación de Guipúzcoa fue una de las organizadoras.

## Críticas
Su labor periodística sobre la organización terrorista Euskadi Ta Askatasuna (ETA) sería objeto de duras críticas especialmente en 2011 tras ser nombrado Diputado General de Guipúzcoa. Tras la liberación en julio de 1997 de José Antonio Ortega Lara de su secuestro por parte de ETA, el diario Egin, del que entonces Garitano era redactor jefe tuvo de titular de la noticia Ortega Lara vuelve a la cárcel. En 2006, desde las páginas de Gara reivindicó y defendió las palabras de cariño de la exalcaldesa de Hernani por ANV Marian Beitialarrangoitia hacia los miembros de ETA Igor Portu y Mattin Sarasola, autores del Atentado de la T4 de Madrid. Asimismo, en 2002 también lamentó en una columna de este diario la muerte de dos terroristas al explotarles la dinamita que transportaban, considerándolos "dos jóvenes vascos, al parecer dos voluntarios de ETA", y lamentando la imposibilidad legal de rendirles homenaje.
También fueron objeto de crítica sus declaraciones en los que evitaba condenar expresamente la violencia de la banda terrorista ETA, y equiparaba a las víctimas del terrorismo con los presos de la banda y de miembros de la izquierda abertzale condenados por enaltecimiento del terrorismo. Otro hecho criticado fue que durante su toma de posesión como Diputado General de Guipúzcoa luciera una insignia en solidaridad con el exdirigente de Batasuna encarcelado Arnaldo Otegi.